# Lakeba
Lakeba (si pronuncia: [laˈkemba]) è un'isola delle Isole Lau, dove si trova il capoluogo della Provincia di Lau.
Ha una superficie di quasi 59 km² con una strada circolare lunga 29 km.